# Enola Yard

Der Enola Yard ist ein Rangierbahnhof der Norfolk Southern Railway im East Pennsboro Township, Pennsylvania. Er erstreckt sich über fünf Kilometer am Westufer des Susquehanna River, gegenüber der am Ostufer gelegenen Stadt Harrisburg. Namensgeber ist die kleine Ortschaft Enola, die aus einem Haltepunkt der Northern Central Railway (NCRY) hervorging. Die NCRY war eine Tochtergesellschaft der Pennsylvania Railroad (PRR), die hier bis 1905 einen großen Rangierbahnhof bestehend aus zwei Flachbahnhöfen errichtete. Der später teilweise elektrifizierte Enola Yard war bis in die 1950er Jahre der wichtigste Eisenbahnknotenpunkt der PRR im Güterverkehr. Da er aber nicht mehr erweitert werden konnte, baute die PRR bis 1958 den nordwestlich von Pittsburgh gelegenen Conway Yard zum damals weltgrößten Rangierbahnhof aus und verlagerte einen Großteil des Verkehrs dorthin. Im Jahr 1976 kam der Enola Yard zusammen mit dem damaligen Betreiber Penn Central und anderen insolventen Eisenbahngesellschaften in den Besitz der staatlichen Auffanggesellschaft Conrail, die die Flachbahnhöfe stilllegte. Nach der Aufspaltung von Conrail 1999 wurde er schließlich mit einem Großteil der ehemaligen Strecken der PRR von der Norfolk Southern Railway übernommen, die hier seit Anfang der 2000er Jahre wieder einen kleineren Rangierbahnhof betreibt. Der Ablaufberg wird allerdings seit dem 25. September 2020 nicht mehr genutzt.

## Geschichte

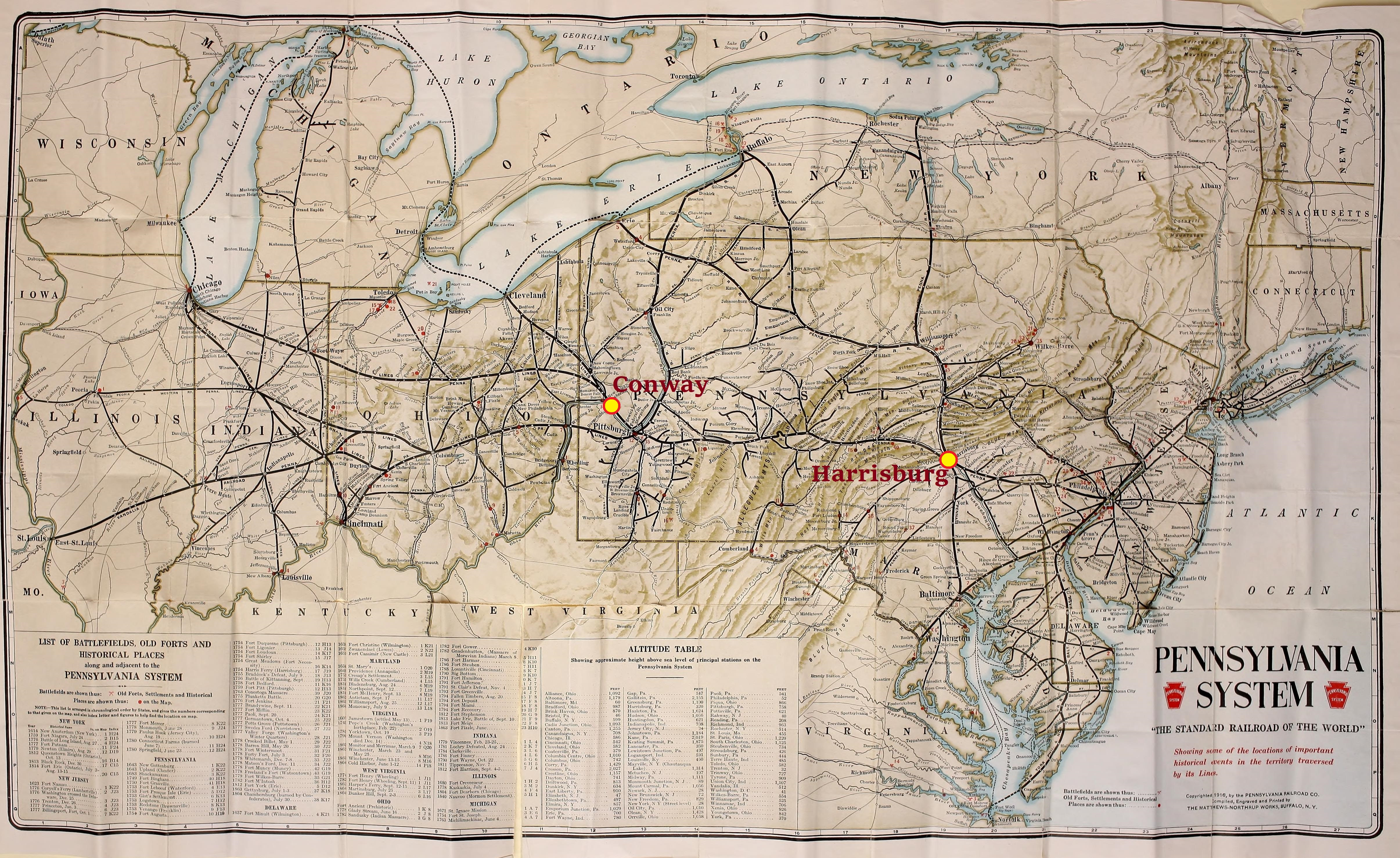
Streckennetz der Pennsylvania Railroad von 1916, rechts im Zentrum der Knotenpunkt Harrisburg. Da der Enola Yard nicht erweitert werden konnte, baute die PRR in den 1950er Jahren den Conway Yard nordwestlich von Pittsburgh aus und verlagerte den Verkehr.

### Pennsylvania Railroad in Harrisburg
Ende des 19. Jahrhunderts war die Pennsylvania Railroad (PRR) die größte Eisenbahngesellschaft in den USA und betrieb in Harrisburg einen Rangierbahnhof mit einem großen Bahnbetriebswerk. Mit der Zunahme des Güterverkehrs an diesem Eisenbahnknotenpunkt, wo sich die wichtigen Nord-Süd- und Ost-West-Verbindungen der PRR kreuzten, kam der Rangierbahnhof im Zentrum der Stadt an seine Kapazitätsgrenze. Am gegenüberliegenden Ufer des Susquehanna River, der die westliche Stadtgrenze von Harrisburg bildet, verlief die Strecke der Northern Central Railway (NCRY), die seit den 1860er Jahren eine von mehreren hundert Tochtergesellschaften der PRR war. Die PRR entschied sich Anfang des 20. Jahrhunderts zur Entlastung des Güterverkehrs in Harrisburg auf der Strecke der NCRY am Westufer des Susquehanna einen neuen Rangierbahnhof zu errichten. Die NCRY besaß im heutigen East Pennsboro Township zwischen Fairview und Marysville den Haltepunkt Enola, der 1888 nach der Tochter des Farmers benannt wurde, von dem man damals das Land für das Bahnhofsgelände erwarb. Er wurde später Namensgeber des Enola Yard und der sich später hier entwickelnden Gemeinde. Der Anfang 1905 fertiggestellte Rangierbahnhof erstreckt sich bis heute über fünf Kilometer von Fairview im Süden nach Marysville im Norden, wo bis 1902 von der PRR die neue viergleisige Rockville Bridge über den Susquehanna errichtet wurde. Zudem kontrollierte die PRR die Cumberland Valley Railroad Bridge über den Fluss nach Harrisburg durch die Tochtergesellschaft Cumberland Valley Railroad, der Güterverkehr nach Osten entlang der Enola Low Grade Freight Line überquerte den Susquehanna aber 20 Kilometer südlich über die 1905 fertiggestellte Shocks Mills Bridge im Lancaster County.

### Enola Yard ab 1905

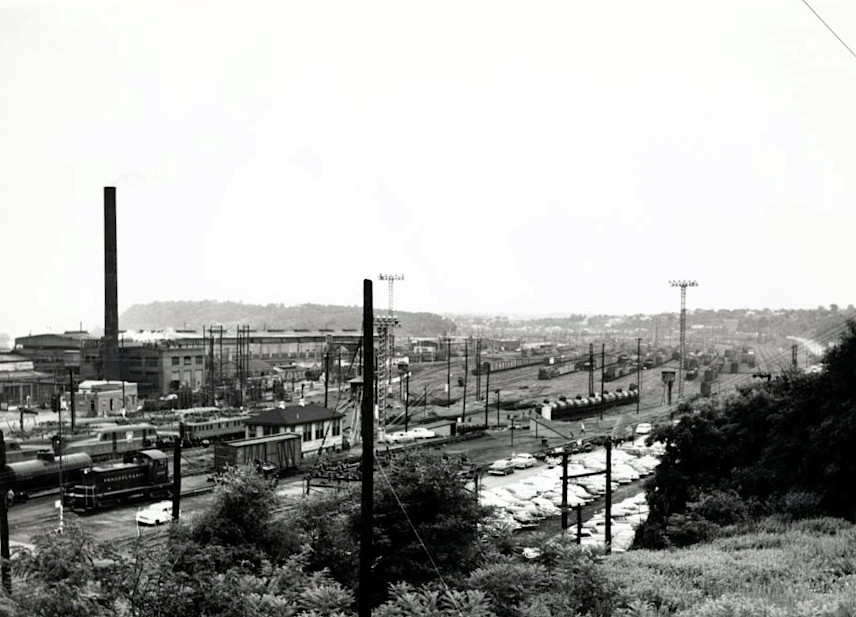
Blick auf die Südseite des Enola Yard 1960, links das Bahnbetriebswerk

Die Bahnanlagen hatten 1905 etwa 180 Gleiskilometer und gliederten sich in zwei separate Flachbahnhöfe mit Ablaufberg für den Verkehr in Ost- und Westrichtung. Beide besaßen nur eine Einfahrgruppe (21 bzw. 20 Gleise) und eine Richtungsharfe (17 bzw. 25 Gleise), die etwa 100 Güterwagen pro Richtungsgleis aufnehmen und wodurch auf eine zusätzliche Ausfahrgruppe verzichtet werden konnte. Zwischen dem Flachbahnhof für den Verkehr in Ostrichtung (eastbound) auf der Westseite und dem für den Verkehr in Westrichtung (westbound) auf der Ostseite befand sich ein großes Bahnbetriebswerk mit einem Ringlokschuppen und folgenden Wartungshallen für die Dampflokomotiven sowie einem Ausbesserungswerk für Güterwagen. Ab Ende der 1930er Jahre wurde der Rangierbahnhof erweitert und automatisiert. Die Anzahl der Richtungsgleise erhöhte man auf 33 (eastbound) bzw. 35 Gleise (westbound). Die Kapazität konnte von durchschnittlich 7.000 Güterwagen pro Tag im Jahr 1906 auf 11.200 Güterwagen 1939 und 14.100 im Jahr 1941 gesteigert werden; während des Zweiten Weltkrieges wurde am 19. Juni 1943 der Rekordwert von 22.600 bearbeiteten Güterwagen erreicht. Im Zuge der Elektrifizierung vieler Strecken der PRR an der Ostküste sowie der Strecke zwischen Philadelphia und Harrisburg Ende der 1930er Jahre, wurden im Südteil die Ausfahrt aus dem Flachbahnhof für den Verkehr in Ostrichtung sowie die komplette Einfahrgruppe des Flachbahnhofs der Gegenrichtung elektrifiziert; der elektrische Betrieb im Güterverkehr bestand hier bis 1983. Ende der 1940er Jahre wurden die Gleisgruppen weiter verlängert, um Züge von über 140 Güterwagen zu bearbeiten. Zudem wurde die Gleisharfe für den Ostverkehr auf 44 Richtungsgleise erweitert. Der Enola Yard war damals der größte Rangierbahnhof der Welt und beschäftigte etwa 2.000 Mitarbeiter, konnte aber nicht mehr erweitert werden. Die PRR entschied sich daher für den Ausbau des Conway Yard nordwestlich von Pittsburgh, der ab 1958 mit zwei Flachbahnhöfen und Richtungsharfen mit über 50 Gleisen der weltgrößte Rangierbahnhof wurde und auf den die PRR ein Großteil des Güterverkehrs vom Enola Yard verlagerte.

### Conrail 1976

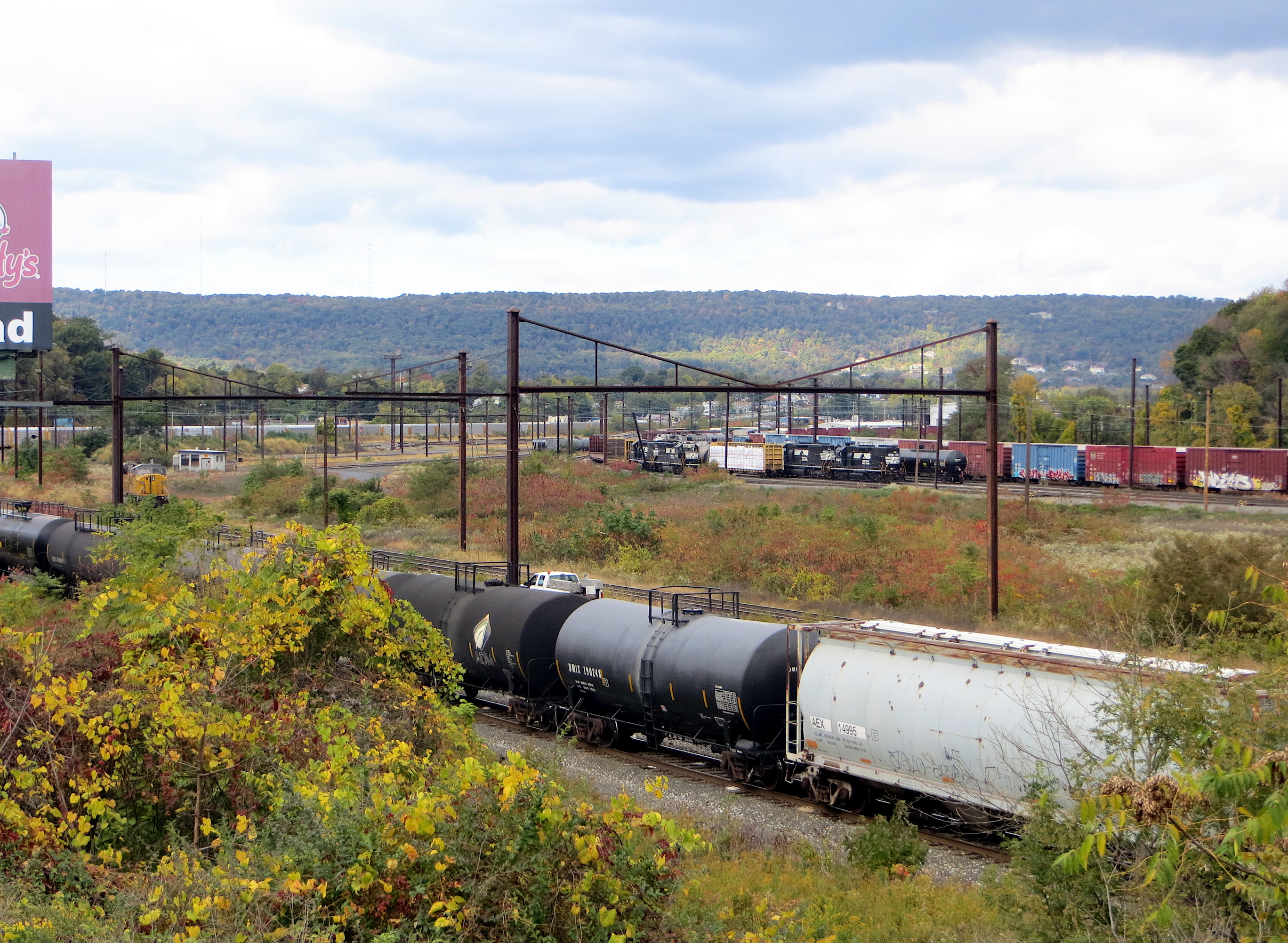
Zufahrt zur Südseite 2015, die Masten der ehemaligen Oberleitungen sind noch vorhanden (Elektrifizierung bis 1983)

Mit dem Ausbau des Straßennetzes in den USA und dem Entstehen des motorisierten Individualverkehrs transportierte die Eisenbahn immer weniger Güter und Personen, was ab den 1960er Jahren die großen Eisenbahnnetze in Nordamerika immer unrentabler machte und in der Folgezeit zu mehreren Insolvenzen und Fusionen der Eisenbahngesellschaften führte. 1968 fusionierte die PRR mit der New York Central Railroad zur Penn Central, die aber schon zwei Jahre später insolvent war und 1976 mit anderen Bahngesellschaften in den Besitz der staatlichen Auffanggesellschaft Conrail überging, darunter auch der Eisenbahnbereich der Reading Company (ehemals Philadelphia and Reading Railway). Im Zug der Konsolidierung im Güterverkehr stufte Conrail die Strecken westlich des Susquehanna zu Gunsten der östlich über Harrisburg verlaufenden Verbindungen der Reading Company herab; der Enola Yard wurde dadurch größtenteils umfahren. Die Flachbahnhöfe mit ihren Ablaufbergen wurden in Enola bis 1993 stillgelegt und Rangierarbeiten nur noch in kleinerem Umfang ausschließlich mittels Rangierlokomotiven durchgeführt (flat switching).

### Norfolk Southern 1999

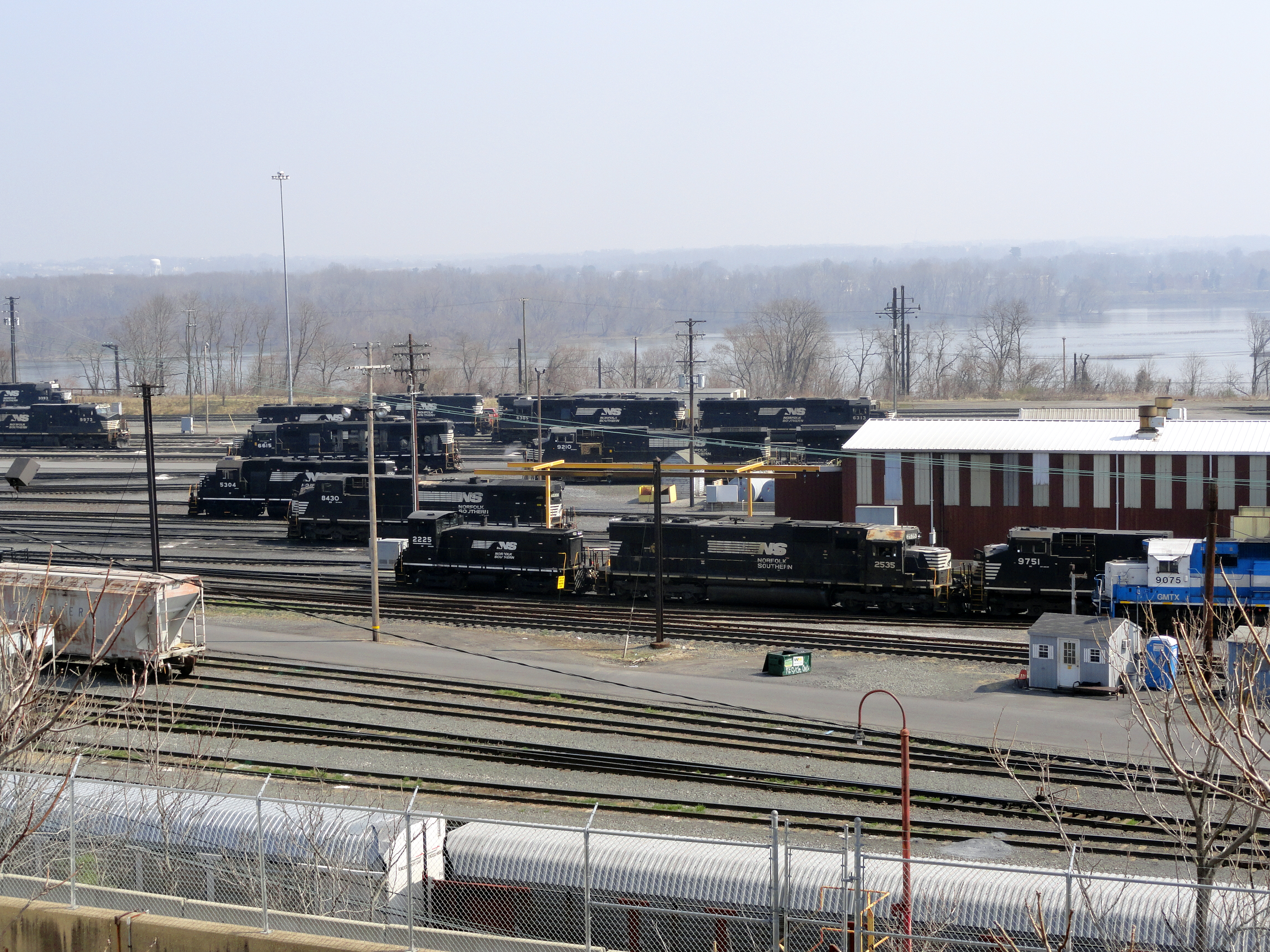
Die Gleisanlagen des Enola Yard der Norfolk Southern 2012, im Hintergrund der Susquehanna River

Nach der Aufspaltung von Conrail 1999 wurde der Enola Yard mit einem Großteil der ehemaligen Strecken der PRR von der Norfolk Southern Railway übernommen, die mit der Zunahme des Güterverkehrs auf den Ost-West-Verbindungen Anfang des 21. Jahrhunderts in die Bahnanlagen wieder investierte. Seit 2003 ist ein modernisierter Flachbahnhof mit heute 16 Richtungsgleisen auf der Nordseite des Areals wieder in Betrieb, mit einer täglichen Kapazität von etwa 1200 Güterwagen. Der Ablaufberg wird seit dem 25. September 2020 nicht mehr genutzt. 2005 hatten alle betriebenen Gleisgruppen insgesamt 79 Gleise, der ehemalige Flachbahnhof für den Verkehr in Ostrichtung mit seinen 44 Richtungsgleisen ist heute vollständig zurückgebaut und Brachland. Die Norfolk Southern betreibt im Zentrum des Enola Yard weiterhin eine Wartungsbereich für Diesellokomotiven, der sich in der Nähe des alten Ringlokschuppens befindet; die alte Drehscheibe ist noch erhalten.
Der ehemalige Rangierbahnhof im Stadtzentrum von Harrisburg wurde von der Norfolk Southern zu einem Containerterminal umgebaut und dient heute zum Umschlag im intermodalen Güterverkehr zwischen dem Schienen- und Straßenverkehr.